# Orașul
Orașul este o revistă de cultură urbană din Cluj-Napoca lansată în anul 2006 și coordonată de arhitectul Ionel Vitoc,
președintele Fundației Culturale „Carpatica”.
Publicația este constituită din două părți, prima jumătate fiind dedicată arhitecturii și problemelor urbanistice din orașul Cluj-Napoca, iar a doua culturii, literaturii și artei.
Revista are ca scop principal îmbunătățirea imaginii urbanismului clujean, a arhitecturii orașului, precum și dezvoltarea acestuia ca o viitoare capitală culturală europeană.